# Digboi Oil Town
Digboi Oil Town is een census town in het district Tinsukia van de Indiase staat Assam. 

## Demografie
Volgens de Indiase volkstelling van 2001 wonen er 16584 mensen in Digboi Oil Town, waarvan 52% mannelijk en 48% vrouwelijk is. De plaats heeft een alfabetiseringsgraad van 82%.